# POX 186
POX 186 è una galassia nana del tipo nana ultracompatta blu situata nella costellazione della Vergine alla distanza di circa 68 milioni di anni luce dalla Terra.
Nelle osservazioni, è visibile con una certa difficoltà, perché vicina in direzione della linea di vista della luminosa stella Spica.
Per le piccole dimensioni (la massima estensione è di 300 parsec, con una massa totale di 107 masse solari), e la morfologia asimmetrica, si ritiene che sia una galassia colta nelle prime fasi della sua formazione.
Si ipotizza che si sia formata dallo scontro, avvenuto meno di 100 milioni di anni fa, di due grandi nubi di gas e stelle (ciascuna con diametro di circa 100 parsec) che ha innescato l'ulteriore formazione di nuove stelle. Le aree di formazione stellare sono concentrate nella parte centrale della galassia entro un ambito di circa 10-15 parsec.
Sulla base di queste evidenze si fonda una nuova teoria che ipotizza dimensioni più ridotte per le galassie che si sono formate tardivamente nella storia dell'Universo rispetto a quelle che esistono già da miliardi di anni.
Altro dato di rilievo è che POX 186 risiede all'interno di un vuoto ed è un elemento acquisito il fatto che molte galassie nane compatte blu si trovano in posizioni isolate. Inoltre molte galassie di grandi dimensioni presenti nel vuoto del Boote mostrano alterazioni dinamiche e recenti interazioni del tutto simili a quelle mostrate da POX 186. Pertanto si è ipotizzato che i vuoti possano rappresentare luoghi di formazione delle galassie.